# Maria De Mattias
María De Mattias (4 de febrer de 1805 – 20 d'agost de 1866) és una santa italiana de l'Església Catòlica, fundadora de l'orde de les Germanes Adoratrius de la Sang de Crist.

## Biografia
Maria De Mattias va néixer a Vallecorsa, en el si d'una família religiosa. Va ser la segona filla de Giovanni De Mattias i Ottavia De Angelis. Tot i que les dones d'aquella època no rebien educació formal, ella sí que va aprendre a llegir i escriure. Durant la seva joventut, es retirà i començà a enfocar la seva vida vers la religió. De totes maneres, als 16 anys començà a desviar-se de la seva criança protegida i a emprendre un viatge espiritual que va ser inspirat per una visió mística que va tenir.
Inspirada pel sermó de sant Gaspare Del Bufalo que visità la seva ciutat el 1822, Maria decidí que dedicaria la seva vida a la devoció i a l'oració. El 4 de març de 1834, sota la guia de Giovanni Merlini, fundà la Congregació de les Germanes Adoratrius de la Sang de Crist als 29 anys. Durant la seva vida, l'orde establí més de 70 comunitats a Europa.
Maria de Mattias va morir a Roma el 20 d'agost, sent enterrada al Cementiri d'Estiu de Roma, però posteriorment va ser traslladada a l'església de la Preciosíssima Sang, seu general de la seva congregació.
Trenta anys després de la seva mort s'inicià el seu procés de beatificació. Va ser beatificada l'1 d'octubre de 1950 pel Papa Pius XII, i finalment canonitzada el 18 de maig de 2003 pel Papa Joan Pau II. La seva memòria litúrgica és el 4 de febrer.